# アーユーレディー (緑黄色社会の曲)
「アーユーレディー」は、日本のポップ・ロック・バンドである緑黄色社会の楽曲。2021年7月3日にSony Music Labelsの社内レーベルEpic Records Japanより配信限定シングルとして発売された。作詞は小林壱誓、作曲は小林と穴見真吾の共作で、編曲は横山裕章と緑黄色社会による共作。本作は、映画『都会のトム&ソーヤ』のために書き下ろされた。曲中では、DeepMind 12というアナログシンセサイザーが使用されている。
本作は、Billboard Japan Download Songsで最高位94位を記録した。

## 背景・制作
「アーユーレディー」は、イオンエンターテイメント配給映画『都会のトム&ソーヤ』の主題歌として書き下ろされた楽曲。河合勇人が監督を務める映画作品の主題歌を担当するのは2度目で、小林はお声がかかったからには今回も全身全霊でお応えしたいと張り切って制作に臨みましたと語っている。
曲のタイトルである「アーユーレディー」は映画からの引用で、小林は映画の題材の中でいちばん大事な言葉が“アーユーレディー”だったので、“ここから始めよう”という単純な思考ですとし、明るい曲って言葉（歌詞）が大事だと思っているんですよ“なぜ明るいのか”という理由がないと、曲として奥行きが出ないのでと語っている。歌詞には自分が本当にやりたいことや生きがいを見つめ直して前に進んでほしいというメッセージが込められており、楽曲にはゲームサウンドを連想とさせるアレンジが施されている。歌詞は「夢」がテーマとなっており、小林は僕の年齢になると、周りも就職して年月が経ってきて「これって本当にやりたかったことなのかな」と悩み始めている人が友達にも多くて、そういう友人たちに向けて書いたという側面もありますと語っている。また、小林は映画の作中に「夢を叶える秘密基地みたいなもの」として「砦」が出てくることから、最初は「砦」という言葉を入れようとしていたとも語っている。
長屋は、歌唱にあたって小林や穴見の気持ちに応えたいというよりも、まずは自分の中にどう落とし込めるかという点を意識したとし、曲の中にはふたりのクセや特徴が出ているんだけど、歌ってみないとわからないし、自分のものにできるかどうかが大事なのでと語っている。小林は長屋自身も歌を作る人だし、こちらから細かくディレクションするのは違うのかなと思っていて。ある程度「メロディはこうなっていて」という説明はするけど、歌い方まで指示するのはお門違いというかと語っている。
曲中ではDeepMind 12というアナログシンセサイザーが使用された。このシンセサイザーは、peppeが「お勧めされて、すごく気に入った」ことから購入したもので、本作のレコーディングで初めて使用された。peppeは「イメージどおりの音になって良かった」と語っている。

## リリース・評価
7月2日に行なわれた「リョクシャ化計画2021」のセンチュリーホール公演で初披露となり、同公演のステージ上で本作の配信リリースが発表され、翌日に配信限定で発売された。その後、8月25日に発売された4枚目のシングル『LITMUS』にカップリング曲として収録されたが、2022年1月26日発売の3枚目のアルバム『Actor』には未収録となった。
『ROCKIN'ON JAPAN』の小松香里は、長屋晴子と小林壱誓のツインボーカルから始まり、フレッシュな冒険心が歌われるポップソング。映画の登場人物が困難を乗り越えながら前進する様を体現するかのようなカラフルでアグレッシブな展開があり、《届きそうだ／どんな未来も君となら》というひとつのゴールにたどり着くと評している。

## ミュージック・ビデオ
2021年7月29日に公式YouTubeチャンネルで、「アーユーレディー」のミュージック・ビデオが公開された。ミュージック・ビデオは、映画『都会のトム&ソーヤ』とのコラボ映像となっており、本編映像が使用されている。

## クレジット
※出典
- 長屋晴子 – Vocal & Guitar
- 小林壱誓 – Guitars & Chorus
- peppe – Keyboards
- 穴見真吾 – Bass
- 城戸紘志 – Drums[13]
- 横山裕章 – Programming
- 村上宣之 – Recording, Mixing
- 川島尚己 – Assistant Engineer
- 後藤真太郎 – Assistant Engineer
- Ted Jensen – Mastering

## タイアップ
- イオンエンターテイメント配給映画『都会のトム&ソーヤ』主題歌
- 北海道放送『あぐり王国北海道NEXT』オープニングテーマ（2023年7月1日 - ）[14]

## チャート成績
| チャート (2021年)                      | 最高位 |
| -------------------------------------- | ------ |
| Japan Download Songs (Billboard JAPAN) | 94     |